# Časovni pregled tehnike merjenja časa
Časovni pregled razvoja tehnike merjenja časa
- 742 pr. n. št. – Prvič je bila zapisana omemba sončne ure.
- 300 pr. n. št. – Arhimed je uporabljal zobnike za prenos moči.
- 270 pr. n. št. – Ktezibij iz Aleksandrije je izdelal izboljšano in priljubljeno vodno uro, klepsidro.
- ~50 pr. n. št. – Andronik Kirški je zgradil sončno uro na grškem otoku Tinos.
- 46 pr. n. št. – Julij Cezar in Sosigen Aleksandrijski sta razvila Sončev koledar s prestopnimi leti (julijanski koledar).
- 87 pr. n. št. – Izdelan je bil mehanizem z Antikitere, verjetno najzgodnejši mehanski računski mehanizem.
- 885 – Alfred Veliki je uporabljal za merjenje časa sveče.
- 1335 – V Milanu je bila izdelana najstarejša znana mehanska ura.
- 1370 – Francoski kralj Karl V. je ukazal, da pariški zvonovi zvonijo ob istem času kot v kraljevi palači.
- 1490 – Peter Henlein v Nürnbergu je izumil glavno pero v uri.
- 1502 – Peter Henlein je izdelala prvo žepno uro.
- 1541 – Galileo Galilei je odkril lastnosti nihala.
- 1567 – Španski kralj Filip II. je ponudil nagrado za postopek določanja zemljepisne dolžine na morju.
- 1582 – Papež Gregor XIII., Luigi Ghiraldi Lilio (Alojzij Lilij) in Christopher Clavius so vpeljali gregorijanski koledar z izboljšanim sistemom prestopnih let.
- 1655 – Giovanni Domenico Cassini je izdelal heliometer iz San Petronia v Bologni za standardizacijo Sončevega poldneva.
- 1656 – Christiaan Huygens je izdelal prvo točno uro na nihalo.
- 1666 – Robert Hooke je izumil povratno kotvo.
- 1671 – William Clement je uvedel nihala z utežno vzmetjo. Izdela prvo uro s povratno kotvo.
- 1675 – Edward Booth je za Kraljevi observatorij Greenwich izdelal urni mehanizem z nazobčano letvijo.
- 1676 – Daniel Quare je izdelal sodobni gibalni mehanizem ure in uvede istosredni minutni urni kazalec.
- 1680 – Vpeljali so drugi urni kazalec.
- 1737 – John Harrison je predstavil prvi čvrst pomorski kronometer, kar je omogočilo točno določitev zemljepisne dolžine na morju.
- 1753 – Tobias Mayer je izdal Lunine tabele za določevanje zemljepisne dolžine na morju.
- 1839 – Iznašli so telegraf, kar je omogočilo stalen prenos časovnih signalov.
- 1850 – Aaron Lufkin Dennison v Roxburyju (Massachusetts, ZDA) je ustanovil podjetje Waltham Watch Company in razvil ameriški sistem proizvodnje ur.
- 1884 – 25 držav je na Mednarodni poldnevniški konferenci sprejelo greenwiški poldnevnik Kraljevega observatorija Greenwich kot osnovo za merjenja časa na Zemlji. Zaradi združljivosti z Maskelyneovimi merjenji oddaljenosti Lune v 18. stoletju so privzeli greenwiški srednji čas.
- 1893 – Webb C. Ball iz Urada za splošne železniške časomerne standarde Severne Amerike je uvedel železniške kronometre.
- 1905 – Iz Washingtona so začeli oddajati radijski časovni signal za pomoč ladjam pri navigaciji.
- 1924 – BBC je začel na Dysonovo pobudo oddajati šestkratni časovni zvočni signal greenwiškega srednjega časa (GMT).
- 1928 – Joseph Horton in Warren A. Morrison sta zgradila prvo kvarčno uro.
- 1945 – Isaac Isador Rabi je predlagal izdelavo ure na osnovi postopka magnetne resonance atomskega žarka.
- 1946 – Felix Bloch in Edward Mills Purcell sta razvila jedrsko magnetno resonanco.
- 1949 – Harold Lyons je razvil atomsko uro na podlagi Rabijevega postopka, ki temelji na kvantnomehanskih nihanjih molekule amonijaka.
- 1967 – Z nihanjem valovanja cezijevega atoma 133 so opredelili sekundo.
- 1983 – V Evropi so začeli uporabljati radijsko vodene ure.
- 1993 – Na ameriškem Državnem inštitutu za standardizacijo in tehnologijo (NIST) so izdelali atomsko uro NIST-7 s točnostjo 5×10−15, ki je bila 10-krat točnejša od svoje predhodnice NBS-6.
- 1994 – Radijsko vodene ure so začeli uporabljati v ZDA.
- 2008 – Predvideni datum izstrelitve PARCS - odprave »Osnovne atomske referenčne ure v vesolju« na MVP; pozneje so jo odpovedali.